# Hormius ikarus
Hormius ikarus är en stekelart som beskrevs av Sergey A. Belokobylskij 1995. Hormius ikarus ingår i släktet Hormius och familjen bracksteklar. Inga underarter finns listade i Catalogue of Life.